# Dendrortyx
Dendrortyx es un género de ave galliforme de la familia Odontophoridae que agrupa tres especies  conocidas vulgarmente como perdices del Nuevo Mundo. Se encuentran en estado salvaje en áreas templadas de montaña desde el centro de México hasta Costa Rica.
Se distinguen de otros géneros de la familia Odontophoridae por ser generalmente más grandes y tener las plumas de la cola de mayor tamaño, lo que les da un aspecto similar a las gallinas (Gallus gallus). Invariablemente presentan una cresta en la cabeza. Son especies de plumaje pardo o pardo-grisáceo.

## Especies
El género comprende tres especies:
- Dendrortyx barbatus - México (Veracruz y San Luis Potosí).
- Dendrortyx leucophrys - Sur de México y Centroamérica hasta Costa Rica.
- Dendrortyx macroura - México.